# Елизавета Амалия Гессен-Дармштадтская
Елизавета Амалия Гессен-Дармштадтская (нем. Elisabeth Amalie Magdalene von Hessen-Darmstadt; 20 марта 1635, Гиссен — 4 августа 1709, Нойбург-на-Дунае) — принцесса Гессенского дома, в замужестве, после смерти мужа, правящая курфюрстина Пфальца.

## Биография
Принцесса родилась в немецком городе Гиссен в семье ландграфа Гессен-Дармштадта Георга II и его супруги Софии Элеоноры Саксонской.
Елизавета Амалия воспитывалась в основном своей матерью-лютеранкой. Белокурая принцесса была очень привлекательной. Эту свою черту она сохранила до старости, передав её так же по наследству дочерям, Элеоноре и Доротее Софии, последняя особенно славилась своими светлыми волосами.
3 сентября 1653 года она вышла замуж за Филиппа Вильгельма, который позднее стал курфюрстом Пфальца (один из самых почётных титулов в Священной Римской империи). Муж был почти на двадцать лет старше её.
1 ноября 1653 года Елизавета Амалия приняла католицизм в присутствии архиепископа Кёльнского Максимилиана Генриха Баварского.
На протяжении всех 37 лет брак Елизаветы Амалии и Филиппа Вильгельма был очень счастливым, за это время курфюрстина родила 17 детей, потомки которых живы и в наше время.
В первые годы семейной жизни супруги жили в Дюссельдорфе, где они способствовали строительству церквей и монастырей. Позднее они переехали в Нойбург, где Елизавета Амалия умерла, пережив мужа на 19 лет, став правящей курфюрстиной Пфальца. Похоронена в местной дворцовой церкви.

## Потомство
- Элеонора Магдалена (1655—1720), в 1676 вышла замуж за императора Леопольда I;
- Иоганн Вильгельм (1658—1716), курфюрст Пфальца в 1690—1716;
- Вольфганг Георг (1659—1683);
- Людвиг Антон (1660—1694), епископ Вормса в 1693—1694;
- Карл Филипп (1661—1742), курфюрст Пфальца в 1716—1742;
- Александр Сигизмунд (1663—1737), князь-епископ Аугсбурга в 1691—1737;
- Франц Людвиг (1664—1732), архиепископ и пфальцграф Трира в 1716—1729 и Майнца в 1729—1732;
- Фридрих Вильгельм (1665—1689), генерал армии императора;
- Мария София (1666—1699), в 1687 вышла замуж за короля Португалии Педру II;
- Мария Анна (1667—1740), в 1690 вышла замуж за короля Испании Карла II;
- Филипп Вильгельм (1668—1693), в 1690 женился на Марии Анне Саксен-Лауэнбургской;
- Доротея София (1670—1748), в 1690 вышла замуж за герцога Пармского Одоардо Фарнезе, мать Изабеллы Фарнезе;
- Гедвига Елизавета (1673—1722), в 1691 вышла замуж за польского кронпринца Якуба Людвига Собеского;
- Леопольдина Элеонора (1679—1693), была обручена с курфюрстом Баварии Максимилианом II.

## Официальные титулы
- 20 марта 1635 — 3 сентября 1653 Её Светлость Ландграфиня Елизавета Амалия Гессен-Дармштадтская
- 3 сентября 1653 — 26 мая 1685 Её Светлость Принцесса Пфальца
- 26 мая 1685 — 2 сентября 1690 Её Светлость Курфюрстина Пфальца
- 2 сентября 1690 — 4 августа 1709 Её Светлость Вдовствующая Курфюрстина Пфальца